# Eremedaille voor het Koloniale Gevangeniswezen
De Eremedaille voor het Koloniale Gevangeniswezen (Frans: Médaille d'honneur Pénitentiaire coloniale) was een op 27 oktober 1898 ingestelde Franse eremedaille. Deze onderscheiding werd door de minister van Koloniën ingesteld.
Voor de bewakers en ander personeel van gevangenissen in Frankrijk zelf had de minister van Binnenlandse Zaken al op 6 juli 1896 een Eremedaille van het Gevangeniswezen  (Frans: "Médaille d’Honneur Pénitentiaire" ingesteld.
De Franse regering kon het exclusieve Legioen van Eer en de koloniale orden niet aan alle jubilerende of pensioengerechtigde ambtenaren verlenen en er was in een steeds meer democratische samenleving behoefte aan eerbewijzen. 
De medaille werd alleen in zilver (Argent) uitgereikt voor verdiensten en op jubilea van het gevangenispersoneel.
Voor deze medaille kwamen bewakers, reclasseringspersoneel, opzichters, de medewerkers van de medische dienst en ook de medewerkers in de sociale zorg en nazorg in aanmerking. Men moest 20 jaar onberispelijk voor de overheid hebben gewerkt waarvan ten minste 10 jaar in de koloniale gevangenissen. Ieder jaar mochten niet meer dan 20 medailles worden uitgereikt, waarvan 19 voor de surveillanten gereserveerd waren.

## De Medaille voor het Gevangeniswezen van Algerije
Algerije bezat binnen het Franse koloniale rijk een uitzonderingspositie. Daarom werd door de Franse gouverneur-generaal van Algerije op 3 mei 1900 ook een Medaille voor het Gevangeniswezen van Algerije (Frans:  Médaille Pénitentiaire pour l'Algérie) ingesteld. Deze medaille werd op voordracht van de gouverneur-generaal van Algerije door de minister van Binnenlandse Zaken verleend. De medaille was gelijk aan de Franse medaille maar het lint was met een gesp met daarop een ster en een halve maan versierd.

## De Eremedaille voor het Koloniale Gevangeniswezen
De door Louis-Oscar Roty gegraveerde ronde gouden medaille draagt aan de voorzijde de beeltenis van "Marianne", het zinnebeeld van de Franse Republiek. Zij draagt een Frygische muts. Het rondschrift luidt REPUBLIQUE FRANÇAISE. Anders dan de in Frankrijk zelf uitgereikte medaille kreeg deze medaille een verhoging. Deze versiering bestaat uit fasces binnen een krans van lauweren en eikenblad.
Op de keerzijde staat MINISTERE  DES  COLONIES  en HONNEUR ET DISCIPLINE. Op een kleine - op een lauwerkrans gelegde - cartouche met het jaartal MDCCCXVI is nog ruimte voor een inscriptie. Het rondschrift luidt ADMINISTRATION PENITENTIAIRE'
De medaille heeft een diameter van 27 millimeter. Zij wordt aan een 35 millimeter breed lichtblauw zijden lint met 
rood-wit-blauwe biezen op de linkerborst gedragen.

## Protocol
Het is gebruik om de Franse medailles op 1 januari en 14 juli uit te reiken. Dat gebeurt tijdens parades en plechtigheden. De onderscheidingen worden de onwaardige, want wegens een misdrijf veroordeelde, dragers ook weer ceremonieel afgenomen. Wanneer men op uniformen geen modelversierselen draagt is een kleine rechthoekige baton in de kleuren van het lint voorgeschreven.  
De medaille wordt ook als miniatuur gedragen op bijvoorbeeld een rokkostuum.